# Rand Paul
Randal Howard ”Rand” Paul, född 7 januari 1963 i Pittsburgh. Rand Paul är en ögonläkare utbildad i North Carolina. Är en amerikansk republikansk politiker. Han är känd som son till Ron Paul och som en framträdande personlighet inom Tea Party-rörelsen. Sin politiska filosofi definierar han som konstitutionell konservatism. Paul representerar delstaten Kentucky i USA:s senat sedan 3 januari 2011.

## Bakgrund och tidig karriär
Paul växte upp i Texas och studerade vid Baylor University i Waco i Texas mellan 1981 och 1984. Han avlade 1988 läkarexamen vid Duke University i North Carolina. År 1990 gifte han sig med Kelley Ashby och paret flyttade 1993 till Kentucky där Paul öppnade sin privata läkarpraktik.
År 1994 bildade Rand Paul Kentucky Taxpayers United (KTU). Som lobbygrupp har KTU uppmanat politiker att alltid rösta emot skattehöjningar. Den 16 december 2007, på den 234:e årsdagen av tebjudningen i Boston, uppträdde Rand Paul på Faneuil Hall i Boston till stöd för sin far Ron Paul och uppmanade till något som CNN kallade en ”nutida revolution” (modern day revolution). Paul nådde sin berömmelse i egenskap av primärvalskandidaten Ron Pauls son. Han deltog aktivt i faderns kampanj i republikanernas primärval inför presidentvalet i USA 2008; bland annat reste han till Montana i samband med kampanjen. ”Revolution” var slagordet som användes i Ron Pauls presidentkampanj.
Rand Paul är döv på ett öra.

## USA:s senat
Rand Paul meddelade den 5 augusti 2009 att han skulle ställa upp i senatsvalet 2010. I republikanernas primärval i maj 2010 vann han med klar marginal. Genast efter att ha vunnit partiets nominering framträdde Paul med kontroversiella synpunkter gällande medborgarrättslagstiftningen. Han tog tydligt avstånd från rassegregeringen och sade sig avsky allt sådant men var misstänksam mot den federala regeringens mandat att begränsa privata företag från att idka sin verksamhet även i sådana fall då de diskriminerar på basis av ras. Följande kontrovers gällde Pauls uttalanden om oljeläckan i Mexikanska golfen. Enligt Paul var det oamerikanskt av Regeringen Obama att kritisera BP, ett privat företag, på det sättet som hade gjorts. I sin kampanj tog Paul ställning mot all vapenkontroll som enligt honom strider mot USA:s konstitution. Paul besegrade demokraten Jack Conway i senatsvalet den 2 november 2010.

## Presidentvalet 2016
2015 meddelade Rand Paul att han kandiderade till posten som president inför valet 2016. Den 3 februari 2016 meddelade han att han avslutade sin kampanj.

## Politiska positioner
Under 2017 var Paul en av 22 senatorer som undertecknade ett brev till president Donald Trump som uppmanade presidenten att få USA att dra sig ur Parisavtalet.
Som supporter av Tea Party-rörelsen, har Paul beskrivit sig själv som en "konstitutionell konservativ". Han beskrivs allmänt som en libertarian, en term som han både omfamnade och avvisade under sin första senatkampanj.
I sociala frågor beskriver Paul sig själv som "100% pro life". År 2009, var hans ståndpunkt att förbjuda abort under alla omständigheter.
Den 2 februari 2015 skapade Paul kontroverser genom att föreslå att delstater inte skulle kräva att föräldrar vaccinerar sina barn, eftersom föräldrar borde ha friheten att fatta beslut för sina barn. I en intervju med CNBC den 2 februari klargjorde Paul detta uttalande och kommenterade "Jag argumenterar inte för att vacciner är en dålig idé. Jag tycker att de är en bra sak, men jag tror att föräldern borde få ha en del åsikter. Staten äger inte dina barn. Föräldrar äger barnen, och det är en fråga om frihet." Den 3 februari lade han upp ett foto på Twitter av när han blev vaccinerad.
Five ThirtyEight, som följer hur kongressen röstar, fann att Paul har röstat med Donald Trumps positioner minst av alla republikaner, han röstade bara med honom 72,4 procent av tiden.